# Nizozemsko na Letních olympijských hrách 1936
Nizozemsko na Letních olympijských hrách 1936 v německém Berlíně reprezentovala výprava 165 sportovců, z toho 145 mužů a 20 žen v 15 sportech.

## Medailisté
| Medaile | Jméno | Sport         | Disciplína                          |
| ------- | --- | ------------- | ----------------------------------- |
| Zlato   | Arie van Vliet | Cyklistika    | Muži 1000 m s pevným startem        |
| Zlato   | Rie Mastenbroeková | Plavání       | Ženy 100 m volný způsob             |
| Zlato   | Rie Mastenbroeková | Plavání       | Ženy 400 m volný způsob             |
| Zlato   | Nida Senff | Plavání       | Ženy 100 m znak                     |
| Zlato   | Willy den Oudenová Rie Mastenbroeková Jopie Selbach Tini Wagner | Plavání       | Ženy štafeta 4 × 100 m volný způsob |
| Zlato   | Daan Kagchelland | Jachting      | Muži třída Monotype                 |
| Stříbro | Arie van Vliet | Cyklistika    | Muži 1 000 m sprint                 |
| Stříbro | Bernhard Leene Hendrik Ooms | Cyklistika    | Muži 2 000 m tandem                 |
| Stříbro | Jan de Bruine Johan Greter Henri van Schaik | Jezdectví     | Parkurové skákání - družstva        |
| Stříbro | Rie Mastenbroeková | Plavání       | Ženy 100 m znak                     |
| Bronz   | Martinus Osendarp | Atletika      | Muži 100 m                          |
| Bronz   | Martinus Osendarp | Atletika      | Muži 200 m                          |
| Bronz   | Jaap Kraaier | Kanoistika    | Muži K1 1 000 m                     |
| Bronz   | Nico Tates Wim van der Kroft | Kanoistika    | Muži K2 1 000 m                     |
| Bronz   | Kees Wijdekop Piet Wijdekop | Kanoistika    | Muži K2 10 000 m                    |
| Bronz   | Henk de Looper Jan de Looper Agathon de Roos Rein de Waal Pieter Gunning Carl Heijbroek Henri Schnitger René Sparenberg Ernst van den Berg Rudolf van der Haar Antoine van Lierop Max Westerkamp | Pozemní hokej | Družstvo mužů                       |
| Bronz   | Willem de Vries Lentsch Bob Maas | Jachting      | Muži třída Star                     |